# Oestodes
Oestodes là một chi bọ cánh cứng trong họ 
Elateridae.
Chi này được miêu tả khoa học năm 1853 bởi LeConte.

## Các loài
Các loài trong chi này gồm:
- Oestodes puncticollis Horn, 1874
- Oestodes tenuicollis (Randall, 1838)